# منتخب بوركينا فاسو لكرة القدم
منتخب بوركينا فاسو لكرة القدم (بالفرنسية: Équipe du Burkina Faso de football)‏ الملقب بـ(الخيول) هو المنتخب الوطني الذي يمثل بوركينا فاسو ويدار من قبل اتحاد بوركينا فاسو لكرة القدم . كان معروفاً باسم منتخب فولتا العليا لكرة القدم حتى سنة 1984 حيث تم تغيير مسمى الدولة . أفضل انجازاته تحقيق المركز الثاني في بطولة كأس الأمم الأفريقية لكرة القدم 2013 التي استضافتها جنوب أفريقيا. لم ينجح حتى الآن في التأهل إلى بطولة كأس العالم.

## سجل المشاركة في كأس الأمم الأفريقية
| السنة | المركز   | السنة | المركز          | السنة | المركز          | السنة | المركز          |
| ----- | -------- | ----- | --------------- | ----- | --------------- | ----- | --------------- |
| 1957  | لم يشارك | 1976  | لم يشارك        | 1994  | انسحب           | 2012  | مرحلة المجموعات |
| 1959  | لم يشارك | 1978  | مرحلة المجموعات | 1996  | مرحلة المجموعات | 2013  | المركز الثاني   |
| 1962  | لم يشارك | 1980  | لم يشارك        | 1998  | المركز الرابع   | 2015  | مرحلة المجموعات |
| 1963  | لم يشارك | 1982  | لم يتأهل        | 2000  | مرحلة المجموعات | 2017  | المركز الثالث   |
| 1965  | لم يشارك | 1984  | لم يشارك        | 2002  | مرحلة المجموعات |       |                 |
| 1968  | لم يتأهل | 1986  | لم يشارك        | 2004  | مرحلة المجموعات |       |                 |
| 1970  | انسحب    | 1988  | لم يشارك        | 2006  | لم يتأهل        |       |                 |
| 1972  | انسحب    | 1990  | لم يتأهل        | 2008  | لم يتأهل        |       |                 |
| 1974  | لم يتأهل | 1992  | لم يتأهل        | 2010  | مرحلة المجموعات |       |                 |

## روابط خارجية
- قائمة بيانات المنتخب من الموقع الرسمي للفيفا باللغة العربية